# Dérczy Péter
Dérczy Péter (Budapest, 1951. november 19. – 2022. szeptember 12.) magyar irodalomtörténész, kritikus, újságíró, szerkesztő.

## Életpályája
1972–1977 között az Eötvös Loránd Tudományegyetem Bölcsészettudományi Kar magyar-angol szakos hallgatója volt. 1974 óta publikált. 1978–1980 között a Kritika munkatársa volt. 1980–1982 között az Országos Széchényi Könyvtárban dolgozott. 1982–1983 között fizikai munkás volt. 1983–1984 között a Magyar Nemzet szerkesztőségében tevékenykedett. 1984–1991 között a Magyar Tudományos Akadémia Irodalomtudományi Intézetében dolgozott. 1991–1994 között a Magyar Napló főszerkesztője, majd az Élet és Irodalom szépprózarovatának szerkesztője lett. 1997 óta az Írók Társaságának alelnöke.

## Művei
- Fasírt, avagy viták a "fiatal irodalomról" (szerkesztette, 1982)
- Vonzás és választás; Csokonai, Debrecen, 2004 (Alföld könyvek)
- Töredékek a történetről. Tanulmányok, esszék, műelemzések; Szépmesterségek Alapítvány, Miskolc, 2011 (Műút-könyvek)
- Között. Esszé Orbán Ottó költészetéről; Magvető, Bp., 2016

## Díjai
- Móricz Zsigmond-ösztöndíj (1981)
- Soros-ösztöndíj (1993)
- Pro Literatura díj (1997)
- NKA alkotói ösztöndíj (2000)
- József Attila-díj (2007)
- Alföld-díj (2007)
- Litera Napló-díj (2009)
- Komlós Aladár-díj (2012)
- Artisjus irodalmi díj (2017)